# Snakes 'n' Ladders
Albums de Nazareth
Cinema
(1986) No Jive
(1991)
Snakes'N'Ladders, dix-septième album du groupe écossais Nazareth, sorti en janvier 1989, marque la fin d'une période par le départ du guitariste emblématique Manny Charlton un an plus tard.

## Snakes'N'Ladders
1. Animals (Manny Charlton) [4 min 02 s]
2. Lady Luck (Pete Agnew/Manny Charlton/Dan McCafferty/Darrell Sweet) [4 min 09 s]
3. Hang On To A Dream (Tim Hardin) [4 min 34 s][1]
4. Piece Of My Heart (Jerry Ragovoy/Bert Berns) [4 min 25 s][2]
5. Trouble (Pete Agnew/Manny Charlton/Dan McCafferty/Darrell Sweet) [4 min 56 s]
6. The Key (Manny Charlton) [3 min 17 s]
7. Back To School (Pete Agnew/Manny Charlton/Dan McCafferty/Darrell Sweet) [4 min 52 s]
8. Girls (Pete Agnew/Manny Charlton/Dan McCafferty/Darrell Sweet) [3 min 40 s]
9. Donna - Get Off That Crack (Manny Charlton) [4 min 21 s]
10. See You See Me (Pete Agnew/Manny Charlton/Dan McCafferty/Darrell Sweet) [4 min 59 s]
11. Helpless (Neil Young) [4 min 50 s][3]

- Titres Bonus CD SALVO 2011

12. Winner On The Night (single allemand) (Dan McCafferty) [4 min 11 s]
13. Woke Up This Morning (live) [5 min 35 s]
14. Bad Bad Boy (live) [4 min 35 s]

## Musiciens
- Dan McCafferty (chant)
- Manny Charlton (guitares, claviers, programmations)
- Pete Agnew (basse, chant)
- Darrell Sweet (batterie, chant)

## Crédits
- Produit par Joey Balin
- Enregistré et mixé par Martin Heyes, assisté d'Elliot Singerman
- Enregistré au Comforts Place Studio (Lingfield, Surrey - Angleterre)
- Gravé par Ian Cooper à The Townhouse (Londres)
- Pochette : A. Backhausen (design - Cologne), Jim Rakete (photographies - Berlin), Mark Klinnert (illustration)